# Robert Fortune
Robert Fortune, škotski popotnik in botanik, * 1813, Kelloe, Berwickshire, † 1880, Gilston Road, South Kensington. 
Botanično društvo iz Edinburga ga je poslalo na Kitajsko, kjer je v treh letih (1843-1846) prepotoval vso državo in nato obiskal še Javo in Manilo. Na Kitajsko se je vrnil leta 1849, nato je leta 1853 obiskal Formozo. Napisal je veliko poročil o svojih potovanjih. 
Fortune je bil eden od tolikih »lovcev na rastline« (plant hunters), ki je bil poslan na »lov« predvsem zato, da bi ugotovil najboljše vrste čajevca in jih prinesel iz Kitajske. Angleži so hoteli posaditi s čajem Indijo, kjer so bili praktično doma, in se tako otresti kitajskega monopola za njihov nepogrešljivi »krop ob petih«. Sam Fortune je odpremil preko 20.000 rastlin iz Kitajske in s tem postavil temelje za indijsko proizvodnjo čaja.